# Wachtang III.
Wachtang III. (georgisch ვახტანგ III; * 1276; † 1308) aus der Bagratiden-Dynastie war Herrscher des mittelalterlichen Georgiens (1298–1308).
Nachdem der jüngste Bruder Davids VIII. und Wachtangs III., Giorgi, für einige Monate in Tbilissi geherrscht hatte, setzten die Mongolen Wachtang III. als König ein. Numismatische Funde belegen, dass Wachtang von 1298 bis 1308 König in Tbilissi war. Nach alten Quellen regierte er von 1301 bis 1307. Da er sich 1297 am Hofe des Il-Khans befand, als David VIII. abgesetzt wurde, ist davon auszugehen, dass Wachtang bereits 1297 als König eingesetzt wurde. Zum Dank musste er mit starken Truppenkontingenten an den Feldzügen Ghazans in Syrien (1301–1303) und Oldschaitus in Gilan (1307) teilnehmen. 1303 marschierten mongolisch-georgische Truppen mit Wachtang an der Spitze in Jerusalem ein. Wachtang konnte sich aber nicht in ganz Ostgeorgien durchsetzen. Nur in Somcheti, Schamswilde und zeitweise in Tbilissi wurde er als König anerkannt. Als Wachtang 1308 starb, wurde nicht einer seiner Söhne (Giorgi oder Demetre) als König eingesetzt, sondern die Mongolen versuchten mit David VIII. eine Übereinkunft zu erzielen, wonach dessen Sohn Giorgi König werden sollte, was 1310 auch geschah.
| Vorgänger | Amt                          | Nachfolger |
| --------- | ---------------------------- | ---------- |
| Giorgi V. | König von Georgien 1298–1308 | Giorgi VI. |

| Personendaten    | Personendaten                             |
| ---------------- | ----------------------------------------- |
| NAME             | Wachtang III.                             |
| KURZBESCHREIBUNG | Herrscher des mittelalterlichen Georgiens |
| GEBURTSDATUM     | 1276                                      |
| STERBEDATUM      | 1308                                      |